# Vendor lock-in
Vendor lock-in maakt een klant afhankelijk van een leverancier voor producten en diensten, omdat hij niet in staat is om van leverancier te veranderen zonder substantiële omschakelingskosten of ongemak. Een directe Nederlandse vertaling voor deze term is er niet, maar het woord lock-in kan worden vertaald met "insluiting" of "opsluiting".
Om te kunnen spreken van vendor lock-in dient er bovendien sprake te zijn van een superieur of beter alternatief waar de klant naar zou willen overstappen. Zou er geen superieur of beter alternatief zijn dan is de gekozen oplossing optimaal en zal de klant de afhankelijkheid van de leverancier niet beschouwen als een lock-in. Er kan dan overigens wel sprake zijn van vendor dependency of padafhankelijkheid.
Vendor lock-in kan een vorm van koppelverkoop zijn. Het verhinderen van mededinging kan leiden tot een actie van de mededingingsautoriteit.

## Voorbeelden
- Het scheermesje en de scheermeshouder worden gepatenteerd zodat de mesjes, die voor de fabrikanten de belangrijkste bron van inkomsten zijn, niet door andere partijen kunnen worden verkocht.
- Inkjetprinters gebruiken cartridges waar bijna altijd een patent op rust. Zodoende voorkomt de fabrikant dat klanten zich voor de verbruiksartikelen kunnen wenden tot andere leveranciers. Ook worden soms de garantiebepalingen van printers zo opgesteld dat de gebruiker zijn garantie opgeeft na gebruik van cartridges die niet door de fabrikant van de printer zijn gemaakt.
- Telefoonaccessoires worden vaak zo gefabriceerd dat het namaken van een simpele lader, headset of koptelefoon resulteert in de schending van een patent.
- Grote socialemediaplatformen zoals Twitter (nu “X”), Facebook en andere Big Tech platforms maken het gebruikers zeer moeilijk het platform te verlaten. Wie zijn account verwijdert, kan onmogelijk nog in contact blijven met vroegere vrienden of zakenrelaties. Dit zou niets te maken hebben met technologische beperkingen, maar eerder een bedrijfsstrategie zijn, bedoeld voor het commercieel uitbuiten van het persoonlijk leven en de relaties van de gebruikers. Als remedie stellen critici zoals Cory Doctorow technische interoperabiliteit voor, desnoods opgelegd door de overheid.[2][3]
- Ook software kan zo worden ontworpen dat een bedrijf of consument die de software enige tijd gebruikt niet zonder aanzienlijke moeite en kosten kan overschakelen naar een concurrerend product of concurrerende leverancier. Veel software gebruikt bestandsformaten of protocollen die incompatibel zijn met die van concurrerende software.